# Hybe (przedsiębiorstwo)
Hybe (hangul: 하이브, zapis stylizowany: HYBE) – południowokoreańska firma rozrywkowa założona 1 lutego 2005 roku pod nazwą Big Hit Entertainment (kor. 빅히트 엔터테인먼트) przez Bang Si-hyuka, producenta muzycznego, byłego kompozytora JYP.

## Historia

### 2005–2021: Big Hit Entertainment

Logo Big Hit Entertainment

Firma Big Hit Entertainment została założona 1 lutego 2005 roku. W 2007 roku wytwórnia stworzyła wokalne trio 8Eight, w którego skład wchodzili Lee Hyun, Baek Chan i Joo Hee. W 2010 roku Big Hit Entertainment i JYP Entertainment podpisały kontrakt wspólnego zarządzania boysbandem 2AM. W tym samym roku Bang Si-hyuk rozpoczął ogólnokrajowe przesłuchania i podpisał kontrakt z RM, pierwszym członkiem BTS, a następnie z pozostałymi członkami zespołu. BTS zadebiutowali pod skrzydłami Big Hit w 2013 roku.
W 2012 roku firma podpisała kontrakt z Lim Jeong-hee i utworzyła girlsband GLAM we współpracy z Source Music.
Po wygaśnięciu wspólnego kontraktu między Big Hit i JYP Entertainment w kwietniu 2014 roku trzech członków 2AM wróciło do JYP, podczas gdy Changmin pozostał w Big Hit, aby kontynuować karierę solową i jako część duetu Homme. W tym samym roku rozwiązano 8Eight po tym, jak zakończyły się kontrakty Baek Chana i Joo Hee z Big Hit.
W 2015 roku Signal Entertainment Group nabyła udziały firmy za 6 miliardów wonów obligacji zamiennych. Na początku 2017 roku Big Hit zakończyło pracę z firmą spłacając ową kwotę. Po roku Signal Entertainment Group dokonała pełnego rozliczenia obligacji.
W lutym 2018 roku Homme został rozwiązany po wygaśnięciu kontraktu Changmina. W sierpniu Big Hit i CJ E&M opublikowali informacje o planach utworzenia wspólnej firmy. Zarejestrowana pod nazwą Belift, firma miałaby zostać podzielona: 52% własnością Big Hitu, a 48% – CJ E&M, a jednym z planów było utworzenie boysbandu w 2020 roku. W październiku BTS odnowili i przedłużyli umowę z agencją na kolejne siedem lat. Podczas rozdania nagród Korea VC Awards 2018 w grudniu firma Big Hit Entertainment została uznana za najlepszą spółkę inwestycyjną roku.
W marcu 2019 roku zadebiutował drugi boysband Big Hitu – Tomorrow X Together (TXT). Również w tym miesiącu były CBO, Lenzo Yoon, został powołany na stanowisko dyrektora generalnego (równolegle z Bang Si-hyukiem). Yoon odpowiadał za sprawy biznesowe firmy, a Bang za kreatywną produkcję. 29 lipca 2019 roku firma ogłosiła, że nabyła Source Music, które zostało niezależną wytwórnią pod szyldem Big Hit Entertainment. W sierpniu firma nabyła Superb zajmującą się grami komputerowymi.
W maju 2020 roku Big Hit zostało największym udziałowcem Pledis Entertainment. Firma Big Hit zapowiedziała, że wytwórnia zachowa niezależność, ale jej artyści (w tym boysbandy NU’EST i Seventeen) będą szerzej promowane poza Koreą Południową. 18 listopada 2020 roku agencja ogłosiła, że zakupiła agencję Zico – KOZ Entertainment.
W styczniu 2021 roku media poinformowały, że Big Hit i beNX zainwestowały łącznie 70 miliardów wonów (63 mln USD) w YG Plus, przejmując 17,9% firmy w ramach umowy handlowej i dystrybucyjnej, w ramach której jej artyści dołączą w zamian do Weverse. Ogłoszono również, że Naver Corporation zainwestuje 354,8 mld wonów (321 mln USD) w beNX, przejmując 49% udziałów spółki zależnej. W zamian Naver przeniesie usługę strumieniowego przesyłania wideo V Live do beNX, która zarządza również serwisem społecznościowym Weverse. Nazwa spółki zależnej została później zmieniona na Weverse Company. 17 lutego Big Hit i Universal Music Group (UMG) poinformowały o partnerstwie strategicznym firm, dzięki któremu będą współpracować przy różnych przedsięwzięciach muzycznych i technologicznych. Na czele tego przedsięwzięcia stało wspólne przedsięwzięcie Big Hit i Geffen Records (sztandarowej wytwórni UMG), którego celem jest utworzenie globalnego boysbandu za pośrednictwem nowej wytwórni z siedzibą w Los Angeles, z globalnym programem przesłuchań zaplanowanym na 2022 rok. Big Hit będzie odpowiadało za wybór i szkolenie artystów, a UMG będzie odpowiadało za produkcję muzyczną, globalną dystrybucję i marketing. Ponadto więcej artystów UMG dołączy do Weverse. 25 lutego Big Hit poinformowało o inwestycji o wartości 4 miliardów wonów (3,6 mln USD) w koreańską firmę Supertone zajmującą się sztuczną inteligencją, która specjalizuje się w tworzeniu hiperrealistycznych głosów przy użyciu technologii.

### Od 2021: Hybe
W marcu firma Big Hit zapowiedziała nadchodzący rebranding na platformę rozrywkowo-lifestyle’ową pod nazwą HYBE (kor. 하이브). 19 marca firma opublikowała prezentację online szczegółowo opisującą restrukturyzację organizacyjną, w tym zmianę „Big Hit „Entertainment” (w odniesieniu do jej działalności muzycznej) na Big Hit Music w ramach nowego działu HYBE Labels – zmiana nazwy była uzależniona od zgromadzenia akcjonariuszy wyznaczonego na 30 marca.
Zmiana nazwy marki weszła w życie 31 marca 2021 roku.

## Oddziały i spółki zależne

### HYBE HQ
Firma Hybe składa się z trzech oddziałów (Hybe Labels, Hybe Solutions i Hybe Platforms), z których każdy składa się z całkowicie lub częściowo zależnych spółek.

#### Hybe Labels
Hybe Labels to oddział zajmujący się rozrywką i produkcją muzyczną. Przed zmianą marki działał wcześniej pod nazwą Big Hit Labels, a filie w ramach tego oddziału działają niezależnie, ale otrzymują kreatywne wsparcie. 12 listopada 2021 roku Hybe ogłosiło utworzenie nowej wytwórni muzycznej ADOR.
Big Hit Music
- BTS
- TXT
- Lee Hyun

BELIFT LAB (współzarządzane z CJ E&M)
- Enhypen
- Illit

ADOR
- NewJeans

Source Music
- Le Sserafim

Pledis Entertainment
- Seventeen
- TWS
- Bumzu
- Nana
- Kyulkyung
- Yehana
- Sungyeon

KOZ Entertainment
- Zico
- DVWN
- BoyNextDoor

HYBE Labels Japan
- &Team

Naeco
- Yurina Hirate

#### Hybe Solutions
W maju 2021 roku Hybe Edu podpisała umowę z Międzynarodową Fundacją Edukacji Języka Koreańskiego (IKLEF) na opracowanie podręczników w języku koreańskim do dystrybucji do zagranicznych szkół podstawowych i średnich za pośrednictwem Ministerstwa Edukacji począwszy od 2022 roku. Różne inne treści online i offline zostały również stworzone przy użyciu BTS IP w odpowiedzi na rosnące zainteresowanie językiem koreańskim za granicą. 2 lipca 2021 roku ogłoszono, że Hybe 360 i Hybe IP zostały rozwiązane i połączone z Hybe.
- HYBE Edu[c]
- Superb

#### Hybe Platforms
Hybe Platforms to oddział technologii, który zarządza platformą społecznościową i rozrywkową Weverse.
- Weverse Company[d]

### Hybe America
Amerykańska filia firmy. Przed rebrandingiem spółka zależna była znana jako Big Hit America. Po zmianie marki, Hybe Corporation wykupiła wszystkie akcje Big Hit America o wartości 1,5 mld dolarów, czyniąc ją spółką zależną w całości należącą do korporacji i zmieniając jej nazwę na Hybe America. Było to w ramach przygotowań do przejęcia Ithaca Holdings przez Hybe Corporation poprzez Hybe America. BH Odyssey Merger Sub została utworzona jako spółka zależna Hybe America, aby ułatwić jej wykup Ithaca. Po sfinalizowaniu zakupu Ithaca stała się z kolei spółką zależną Hybe America, a BH Odyssey została rozwiązana.
- Hybe UMG
  - Katseye

### Hybe Japan
- HYBE Solutions Japan
- HYBE T&D Japan[e]